# 6 Horas de Shanghái 2014
Las 6 Horas de Shanghái 2014 fue un evento de carreras de autos de resistencia celebrado en el Circuito Internacional de Shanghái, Shanghái, China, del 31 de octubre al 2 de noviembre de 2014, y fue la sexta carrera del Campeonato Mundial de Resistencia FIA 2014. Sébastien Buemi y Anthony Davidson de Toyota ganaron la carrera a bordo del Toyota TS040 Hybrid No.8.

## Clasificación
Los ganadores de las poles en cada clase están marcados en negrita.
| Pos | Clase     | Equipo                           | Tiempo   | Grilla |
| --- | --------- | -------------------------------- | -------- | ------ |
| 1   | LMP1-H    | No. 14 Porsche Team              | 1:48.300 | 1      |
| 2   | LMP1-H    | No. 8 Toyota Racing              | 1:48.300 | 2      |
| 3   | LMP1-H    | No. 20 Porsche Team              | 1:48.324 | 3      |
| 4   | LMP1-H    | No. 7 Toyota Racing              | 1:48.534 | 4      |
| 5   | LMP1-H    | No. 1 Audi Sport Team Joest      | 1:49.454 | 5      |
| 6   | LMP1-H    | No. 2 Audi Sport Team Joest      | 1:50.072 | 6      |
| 7   | LMP1-L    | No. 12 Rebellion Racing          | 1:52.431 | 7      |
| 8   | LMP1-L    | No. 13 Rebellion Racing          | 1:53.314 | 8      |
| 9   | LMP2      | No. 26 G-Drive Racing            | 1:54.327 | 9      |
| 10  | LMP2      | No. 47 KCMG                      | 1:55.301 | 10     |
| 11  | LMP2      | No. 37 SMP Racing                | 1:56.437 | 11     |
| 12  | LMP2      | No. 27 SMP Racing                | 1:56.539 | 12     |
| 13  | LMP1-L    | No. 9 Lotus                      | 1:56.770 | 13     |
| 14  | LMP2      | No. 31 Extreme Speed Motorsports | 1:56.901 | 14     |
| 15  | LMP2      | No. 30 Extreme Speed Motorsports | 1:56.987 | 15     |
| 16  | LMP2      | No. 35 OAK Racing                | 1:57.365 | 16     |
| 17  | LMGTE Pro | No. 97 Aston Martin Racing       | 2:04.342 | 17     |
| 18  | LMGTE Pro | No. 92 Porsche Team Manthey      | 2:04.444 | 18     |
| 19  | LMGTE Pro | No. 91 Porsche Team Manthey      | 2:04.599 | 19     |
| 20  | LMGTE Pro | No. 51 AF Corse                  | 2:04.780 | 20     |
| 21  | LMGTE Pro | No. 71 AF Corse                  | 2:04.822 | 21     |
| 22  | LMGTE Pro | No. 99 Aston Martin Racing       | 2:04.847 | 22     |
| 23  | LMGTE Am  | No. 98 Aston Martin Racing       | 2:05.072 | 23     |
| 24  | LMGTE Am  | No. 75 Prospeed Competition      | 2:05.150 | 24     |
| 25  | LMGTE Am  | No. 95 Aston Martin Racing       | 2:05.203 | 25     |
| 26  | LMGTE Am  | No. 90 8 Star Motorsports        | 2:05.516 | 26     |
| 27  | LMGTE Am  | No. 88 Proton Competition        | 2:06.188 | 27     |

## Carrera
Resultados por clase
| Pos. general | Pos. clase | Clase     | N.° | Escudería                 | Pilotos                                                      | Automóvil               | Vueltas | Tiempo/Retirado | Campeonato | Campeonato |
| Pos. general | Pos. clase | Clase     | N.° | Escudería                 | Pilotos                                                      | Automóvil               | Vueltas | Tiempo/Retirado | Pos.       | Puntos     |
| LMP          | LMP        | LMP       | LMP | LMP                       | LMP                                                          | LMP                     | LMP     | LMP             | LMP        | LMP        |
| ------------ | ---------- | --------- | --- | ------------------------- | ------------------------------------------------------------ | ----------------------- | ------- | --------------- | ---------- | ---------- |
| 1            | 1          | LMP1      | 8   | Toyota Racing             | Anthony Davidson Sébastien Buemi                             | Toyota TS040 Hybrid     | 188     | 6:01:15.319     | 1          | 25         |
| 2            | 2          | LMP1      | 7   | Toyota Racing             | Alexander Wurz Stéphane Sarrazin Kazuki Nakajima Mike Conway | Toyota TS040 Hybrid     | 188     | +1:12.564       | 2          | 18         |
| 3            | 3          | LMP1      | 14  | Porsche Team              | Romain Dumas Neel Jani Marc Lieb                             | Porsche 919 Hybrid      | 187     | +1 vuelta       | 3          | 15         |
| 4            | 4          | LMP1      | 2   | Audi Sport Team Joest     | Marcel Fässler André Lotterer Benoît Tréluyer                | Audi R18 e-tron quattro | 187     | +1 vuelta       | 4          | 12         |
| 5            | 5          | LMP1      | 1   | Audi Sport Team Joest     | Lucas Di Grassi Loïc Duval Tom Kristensen                    | Audi R18 e-tron quattro | 187     | +1 vuelta       | 5          | 10         |
| 6            | 6          | LMP1      | 20  | Porsche Team              | Timo Bernhard Mark Webber Brendon Hartley                    | Porsche 919 Hybrid      | 186     | +2 vueltas      | 6          | 8          |
| 7            | 7          | LMP1      | 12  | Rebellion Racing          | Nicolas Prost Nick Heidfeld Mathias Beche                    | Rebellion R-One-Toyota  | 180     | +8 vueltas      | 7          | 6          |
| 8            | 8          | LMP1      | 13  | Rebellion Racing          | Dominik Kraihamer Andrea Belicchi Fabio Leimer               | Rebellion R-One-Toyota  | 180     | +8 vueltas      | 8          | 4          |
| 9            | 1          | LMP2      | 26  | G-Drive Racing            | Roman Rusinov Olivier Pla Julien Canal                       | Ligier JS P2-Nissan     | 177     | +11 vueltas     | 9          | 2          |
| 11           | 3          | LMP2      | 27  | SMP Racing                | Sergey Zlobin Nicolas Minassian Maurizio Mediani             | Oreca 03R-Nissan        | 174     | +14 vueltas     | 10         | 1          |
| 12           | 4          | LMP2      | 37  | SMP Racing                | Kirill Ladygin Viktor Shaytar Anton Ladygin                  | Oreca 03R-Nissan        | 174     | +14 vueltas     | 11         | 0.5        |
| 14           | 9          | LMP1      | 9   | Lotus                     | Pierre Kaffer Lucas Auer                                     | CLM P1/01-AER           | 171     | +17 vueltas     | 12         | 0.5        |
| Ret          | Ret        | LMP2      | 47  | KCMG                      | Matthew Howson Richard Bradley Alexandre Imperatori          | Oreca 03R-Nissan        |         | Retirado        | Ret        | Ret        |
| LMP2         |            |           |     |                           |                                                              |                         |         |                 |            |            |
| 9            | 1          | LMP2      | 26  | G-Drive Racing            | Roman Rusinov Olivier Pla Julien Canal                       | Ligier JS P2-Nissan     | 177     | 6:02:36.817     | 1          | 25         |
| 10           | 2          | LMP2      | 30  | Extreme Speed Motorsports | Scott Sharp Ryan Dalziel Ricardo González                    | HPD ARX-03B-Honda       | 174     | +3 vueltas      | —          | —          |
| 11           | 3          | LMP2      | 27  | SMP Racing                | Sergey Zlobin Nicolas Minassian Maurizio Mediani             | Oreca 03R-Nissan        | 174     | +3 vueltas      | 2          | 18         |
| 12           | 4          | LMP2      | 37  | SMP Racing                | Kirill Ladygin Viktor Shaytar Anton Ladygin                  | Oreca 03R-Nissan        | 174     | +3 vueltas      | 3          | 15         |
| 13           | 5          | LMP2      | 31  | Extreme Speed Motorsports | Ed Brown Johannes van Overbeek David Brabham                 | HPD ARX-03B-Honda       | 173     | +4 vueltas      | —          | —          |
| 15           | 6          | LMP2      | 35  | OAK Racing                | David Cheng Ho-Pin Tung Mark Patterson                       | Morgan-Judd             | 167     | +10 vueltas     | —          | —          |
| Ret          | Ret        | LMP2      | 47  | KCMG                      | Matthew Howson Richard Bradley Alexandre Imperatori          | Oreca 03R-Nissan        |         | Retirado        | Ret        | Ret        |
| LMGTE        |            |           |     |                           |                                                              |                         |         |                 |            |            |
| Pos. general | Pos. clase | Clase     | N.° | Escudería                 | Pilotos                                                      | Automóvil               | Vueltas | Tiempo/Retirado | Campeonato | Campeonato |
| Pos. general | Pos. clase | Clase     | N.° | Escudería                 | Pilotos                                                      | Automóvil               | Vueltas | Tiempo/Retirado | Pos.       | Puntos     |
| 16           | 1          | LMGTE Pro | 92  | Porsche Team Manthey      | Frédéric Makowiecki Patrick Pilet                            | Porsche 911 RSR         | 167     | 6:02:56.352     | 1          | 25         |
| 17           | 2          | LMGTE Pro | 91  | Porsche Team Manthey      | Jörg Bergmeister Richard Lietz                               | Porsche 911 RSR         | 167     | +12.392         | 2          | 18         |
| 18           | 3          | LMGTE Pro | 71  | AF Corse                  | Davide Rigon James Calado                                    | Ferrari F458 Italia     | 166     | +1 vuelta       | 3          | 15         |
| 19           | 4          | LMGTE Pro | 99  | Aston Martin Racing       | Alex MacDowall Darryl O:Young Fernando Rees                  | Aston Martin Vantage V8 | 166     | +1 vuelta       | 4          | 12         |
| 20           | 1          | LMGTE Am  | 98  | Aston Martin Racing       | Paul Dalla Lana Pedro Lamy Christoffer Nygaard               | Aston Martin Vantage V8 | 165     | +2 vueltas      | 5          | 10         |
| 21           | 2          | LMGTE Am  | 95  | Aston Martin Racing       | Kristian Poulsen David Heinemeier Hansson Richie Stanaway    | Aston Martin Vantage V8 | 165     | +2 vueltas      | 6          | 8          |
| 22           | 3          | LMGTE Am  | 90  | 8 Star Motorsports        | Gianluca Roda Paolo Ruberti Matteo Cressoni                  | Ferrari F458 Italia     | 164     | +3 vueltas      | 7          | 6          |
| 23           | 4          | LMGTE Am  | 75  | Prospeed Competition      | François Perrodo Emmanuel Collard Matthieu Vaxivière         | Porsche 911 RSR         | 163     | +4 vueltas      | 8          | 4          |
| 24           | 5          | LMGTE Am  | 88  | Proton Competition        | Christian Ried Wolf Henzler Khaled Al Qubaisi                | Porsche 911 RSR         | 161     | +6 vueltas      | 9          | 2          |
| Ret          | Ret        | LMGTE Pro | 97  | Aston Martin Racing       | Darren Turner Stefan Mücke                                   | Aston Martin Vantage V8 | 123     | Retirado        | Ret        | Ret        |
| Ret          | Ret        | LMGTE Pro | 51  | AF Corse                  | Gianmaria Bruni Toni Vilander                                | Ferrari F458 Italia     |         | Retirado        | Ret        | Ret        |
| LMGTE Am     |            |           |     |                           |                                                              |                         |         |                 |            |            |
| 20           | 1          | LMGTE Am  | 98  | Aston Martin Racing       | Paul Dalla Lana Pedro Lamy Christoffer Nygaard               | Aston Martin Vantage V8 | 165     | 6:01:26.998     | 1          | 25         |
| 21           | 2          | LMGTE Am  | 95  | Aston Martin Racing       | Kristian Poulsen David Heinemeier Hansson Richie Stanaway    | Aston Martin Vantage V8 | 165     | +1:21.210       | 2          | 18         |
| 22           | 3          | LMGTE Am  | 90  | 8 Star Motorsports        | Gianluca Roda Paolo Ruberti Matteo Cressoni                  | Ferrari F458 Italia     | 164     | +1 vuelta       | 3          | 15         |
| 23           | 4          | LMGTE Am  | 75  | Prospeed Competition      | François Perrodo Emmanuel Collard Matthieu Vaxivière         | Porsche 911 RSR         | 163     | +2 vueltas      | 4          | 12         |
| 24           | 5          | LMGTE Am  | 88  | Proton Competition        | Christian Ried Wolf Henzler Khaled Al Qubaisi                | Porsche 911 RSR         | 161     | +4 vueltas      | 5          | 10         |

Fuentes: FIA WEC.